# Distretto di Arivonimamo
Il distretto di Arivonimamo è un distretto del Madagascar situato nella regione di Itasy. Ha per capoluogo la città di Arivonimamo.
La popolazione del distretto è di 288 931 abitanti (censimento 2011).